# Développé incliné
Le développé incliné est une variante du développé couché où le banc est incliné (tête plus haute que le torse) pour mettre l'accent sur le haut de la poitrine (pectoraux) et les épaules (deltoïdes). Cet exercice de musculation aide à bâtir une poitrine plus complète et mieux équilibrée.

## Exécution du mouvement
Comme le développé couché, le développé incliné se fait avec une barre droite (guidée ou libre) ou avec des haltères. 
Le degré d'inclinaison peut être ajusté pour mettre plus d'accent sur les épaules. En rapprochant les mains, on fait travailler davantage les triceps et les pectoraux centraux.
Une erreur courante est de descendre la charge trop bas, ce qui peut engendrer des problèmes aux tendons et joints.